# Цвјетко Буловић
Цвјетко Буловић рођен је 7. априла 1933. године.Истакнути педагошки и културни радник.

## Биографија
Основну школу и нижу гимназију завршио је у Градишци,а учитељску школу у Сарајеву.Послије завршене учитељске школе ради неколико година на пословима учитеља,а потом и васпитача у Ђачком дому у Градишци.Затим одлази на студије и на Филозофском факултету у Сарајеву уписује групу филозофија са социологијом на којој 1969. године дипломира.
Послије завршених студија враћа се у Градишку на дужност директора Народног универзитета,а неколико година као спољни сарадник држао је предавање из филозофије и социологије у Гимназији и Економској школи у Градишци.Поред педагошко-предавачког рада имао је значајну улогу у образовању одраслих,те ради и на развоју културних дјелатности у граду и на подручју градишке општине,а бави се и новинарством.Био је дописник Политике и бањалучких Крајишких новина које су тада излазиле.

## Објављивачка активност
Прилоге је објављивао и у бањалучком Гласу,те у Свијету и Просвјетном листу,Сарајево и Просветном прегледу,Београд,а писао је текстове и за школска гласила и публикације.
Посебно је значајна његова сарадња у часопису Градишки зборник у коме је објавио више прилога из прошлости Градишке коју је више година истраживао и проучавао.

## Дјела
- Прошлост Градишке
- Историјат школства,здравства и културе општине Градишка